# (9296) 1983 RB2
1983 أر بي 2 (ويعرف أيضًا باسم (9296) 1983 أر بي 2 وفق تسمية الكوكب الصغير) (بالإنجليزية: 1983 RB2)‏ هو كويكب ضمن حزام الكويكبات؛ وترتيبه 9296 من حيث الاكتشاف.
اكتُشف هذا الجُرم الفلكي بواسطة Zdeňka Vávrová ‏ في 5 سبتمبر 1983.

## وصلات خارجية
- (9296) 1983 RB2 في قاعدة بيانات مختبر الدفع النفاث لأجرام النظام الشمسي الصغيرة

- الاكتشاف · مخطط المدار ·  العناصر المدارية · المعلمات المادية

- (9296) 1983 RB2 على موقع ويكي سكاي: DSS2, SDSS, GALEX, IRAS, Hydrogen α, X-Ray, Astrophoto, Sky Map, Articles and images